# Teatro Arriaga

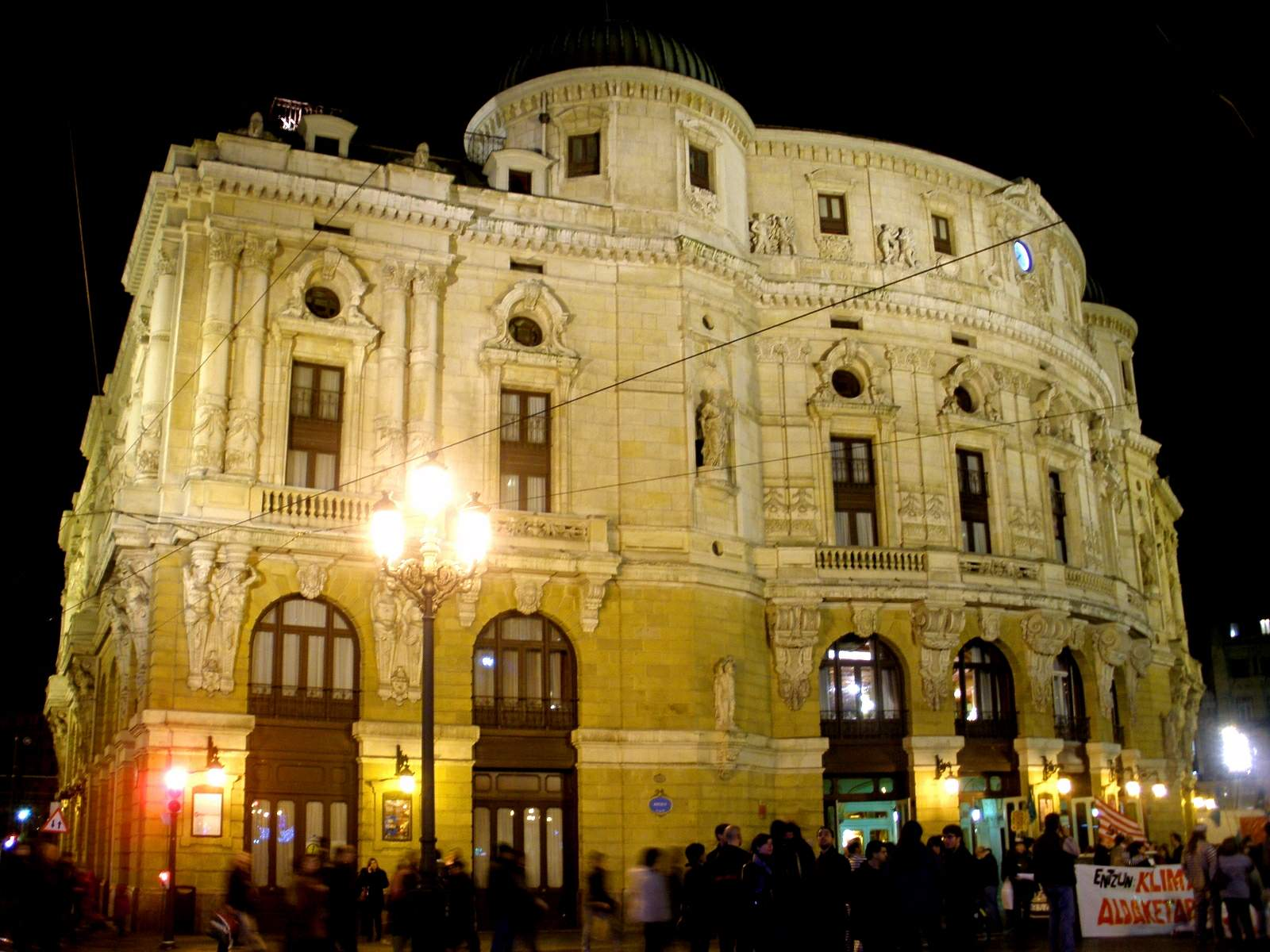
Immagine in notturna del teatro Arriaga

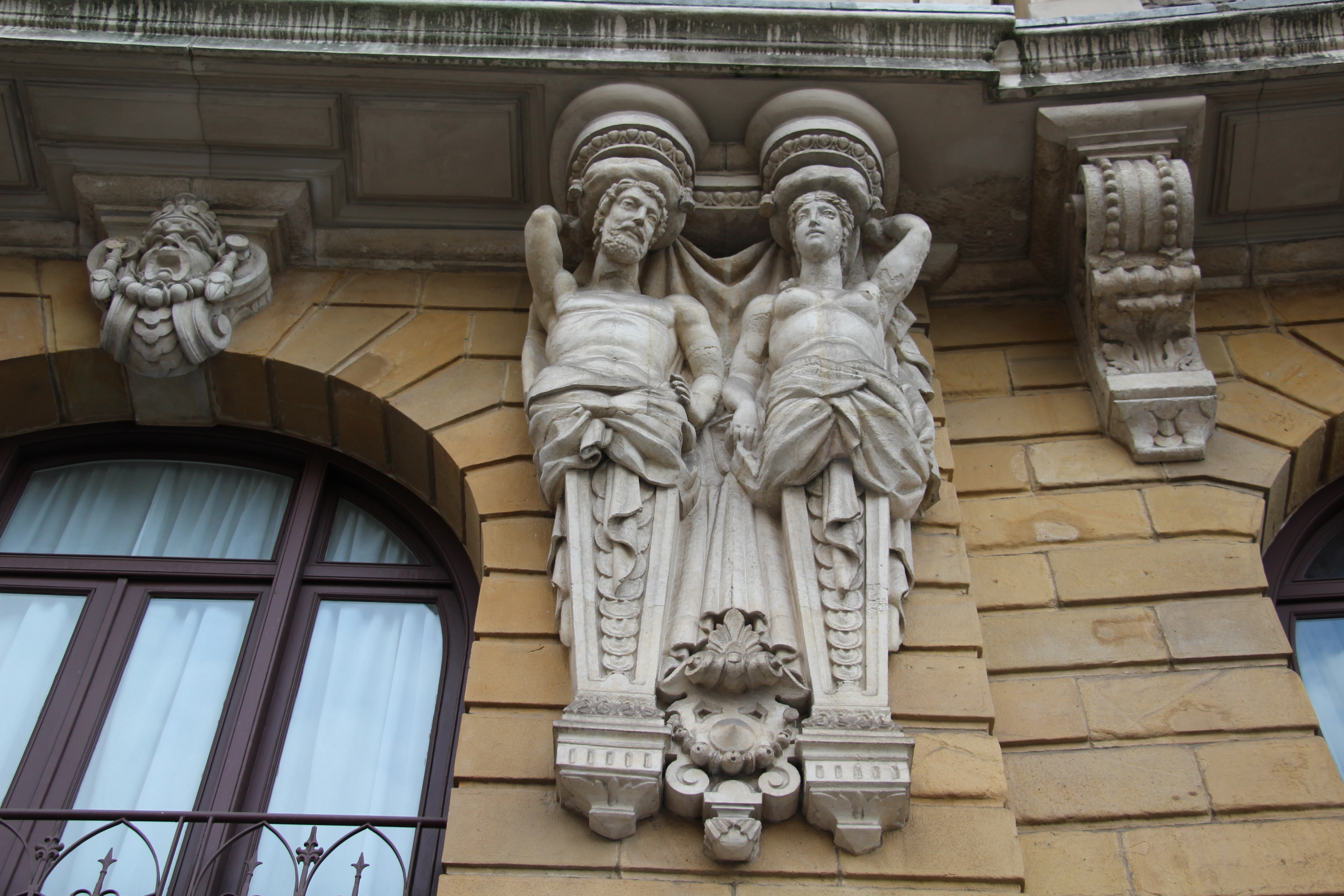
Sculture nella facciata del teatro

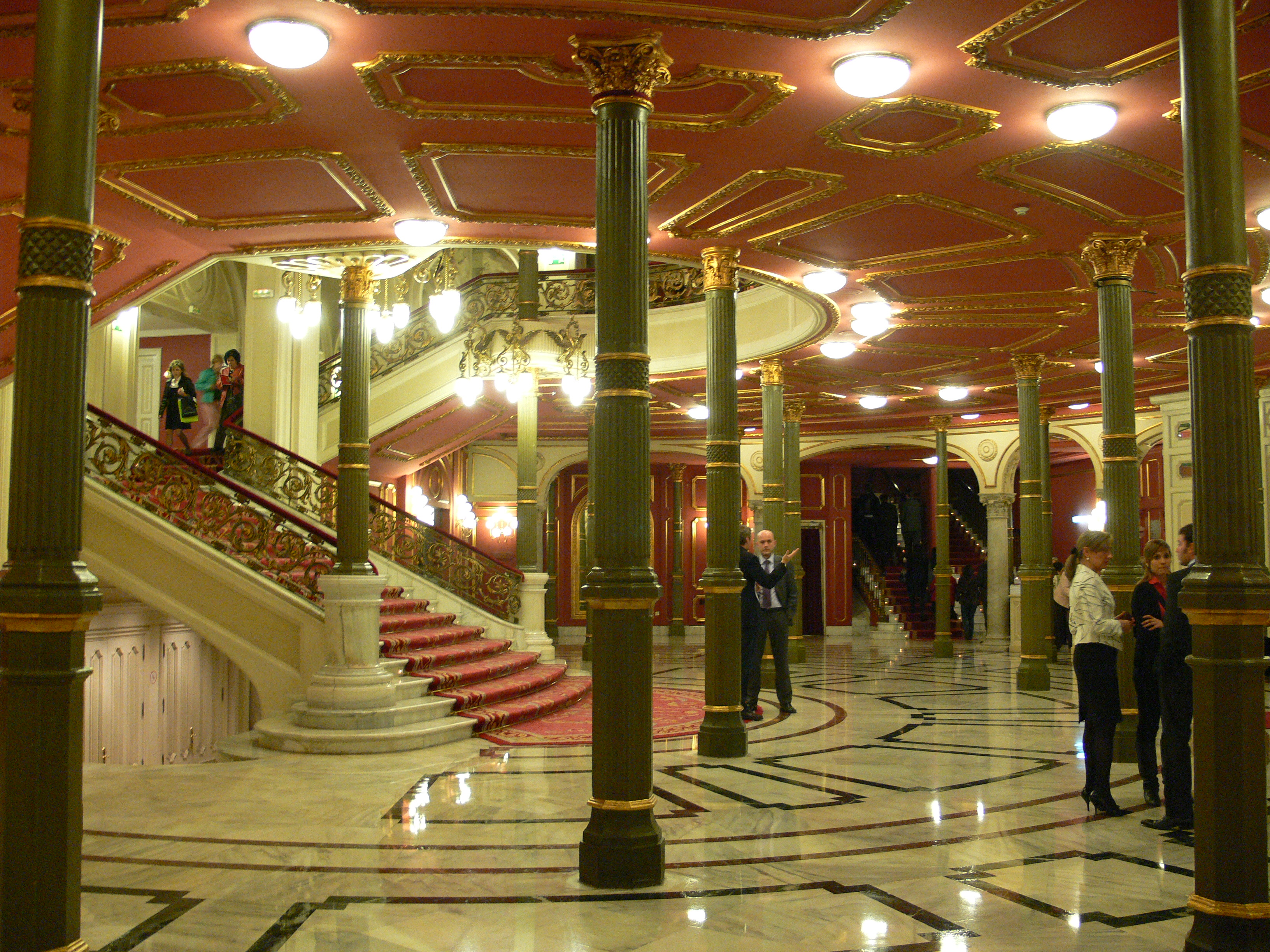
Il foyer del teatro

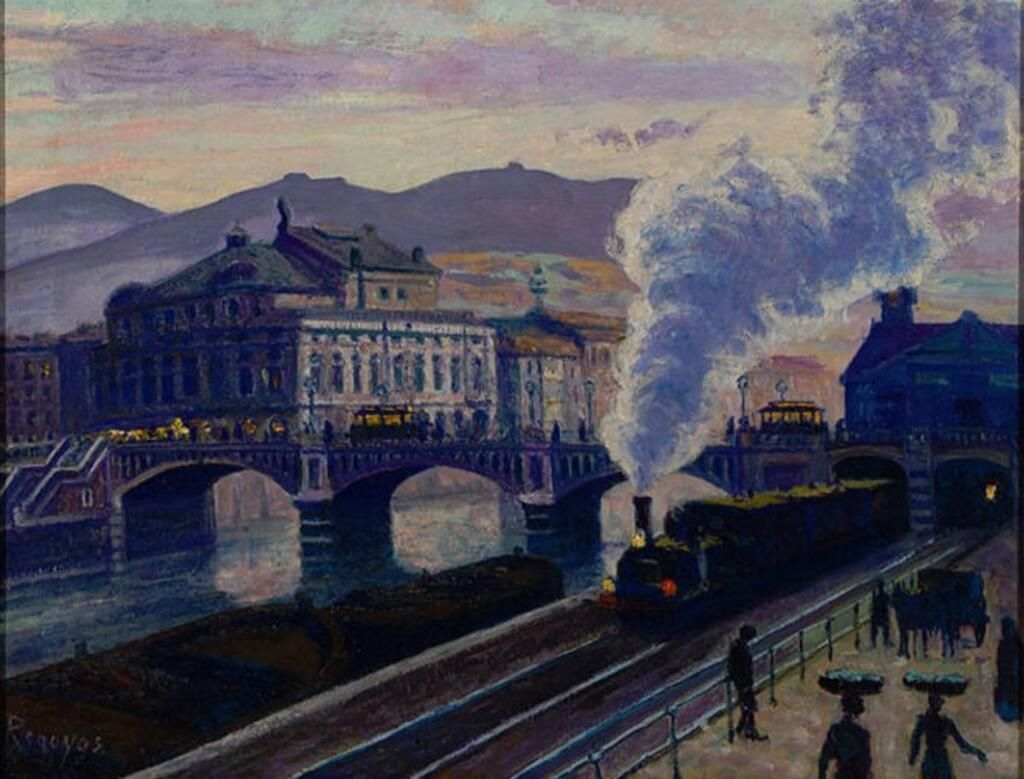
Il teatro Arriaga in un dipinto di Darío de Regoyos del 1910

Il teatro Arriaga (in basco Arriaga antzokia) è un teatro di Bilbao, in Spagna, realizzato tra il 1885 e il 1890 su progetto dell'architetto Joaquín de Rucoba y Octavio de Toledo ed intitolato al compositore Juan Crisóstomo de Arriaga.

## Storia
Prima della realizzazione del teatro Arriaga, esisteva a Bilbao un anfiteatro nella calle Ronda, realizzato nel 1799 e distrutto da un incendio diciassette anni dopo, e il Teatro de la Villa, situato a El Arenal (l'attuale piazza Arriaga), costruito nel 1834 e demolito nel 1886. Per sostituire quest'ultimo e per realizzare un nuovo teatro cittadino a El Arenal, venne costituita, il 22 marzo 1885 la società "Nuevo Teatro de Bilbao".
Per progettare il nuovo teatro, venne incaricato l'architetto Joaquín Rucoba, che si ispirò all'Opéra di Parigi. La costruzione dell'edificio, durata cinque anni, fu funestata anche da un grave incidente, avvenuto il 21 ottobre 1887 e che portò alla morte di due operai e al ferimento di altri quattro.
Il teatro venne inaugurato con il nome di "Nuovo Teatro di Bilbao", il 31 maggio 1890 con la rappresentazione de La Gioconda di Amilcare Ponchielli. In occosasione della prima rappresentazione, il teatro fu dotato di energia elettrica; fu inoltre escogitato un espediente avveniristico, ovvero venne sfruttata l'invenzione del telefono per irradiare l'opera.
L'8 agosto 1896, in alcuni locali del Nuovo Teatro di Bilbao, venne sperimentata da Eduardo Gimeno la nuova invenzione del cinematografo. L'8 aprile 1902, il "Nuovo Teatro di Bilbao" iniziò a essere chiamato "Teatro Arriaga".
Nel 1913, venne presentata al teatro Arriaga una programmazione cinematografica permanente chiamata "cinematografo Bilbao".
Il 22 dicembre dell'anno seguente, il teatro Arriaga andò completamente distrutto a causa di un incendio e la struttura rimase così chiusa per i circa quattro anni e mezzo Per la ricostruzione, venne incaricato l'architetto Federico de Ugalde: il teatro riaprì quindi i battenti il 19 gennaio 1919 e il 5 giugno 1919, in occasione della nuova inaugurazione, andò in scena il Don Carlo di Giuseppe Verdi.
Nel 1924, il teatro Arriaga, fino ad allora gestito dalla Anónima Nuevo Teatro de Bilbao, iniziò a essere gestito dalla famiglia Diestro, che ne rimase gestore fino al 1963. Successivamente, dal 1963 al 1978, il teatro venne gestito dalla compagnia di spettacoli Trueba, prima di passare in mani pubbliche.
Il 23 agosto del 1983 il teatro subì nuovamente dei seri danni a causa delle inondazioni che colpirono la città di Bilbao (l'acqua salì fino al secondo piano del teatro) e rimase così chiuso al pubblico fino al dicembre 1986.

## Architettura

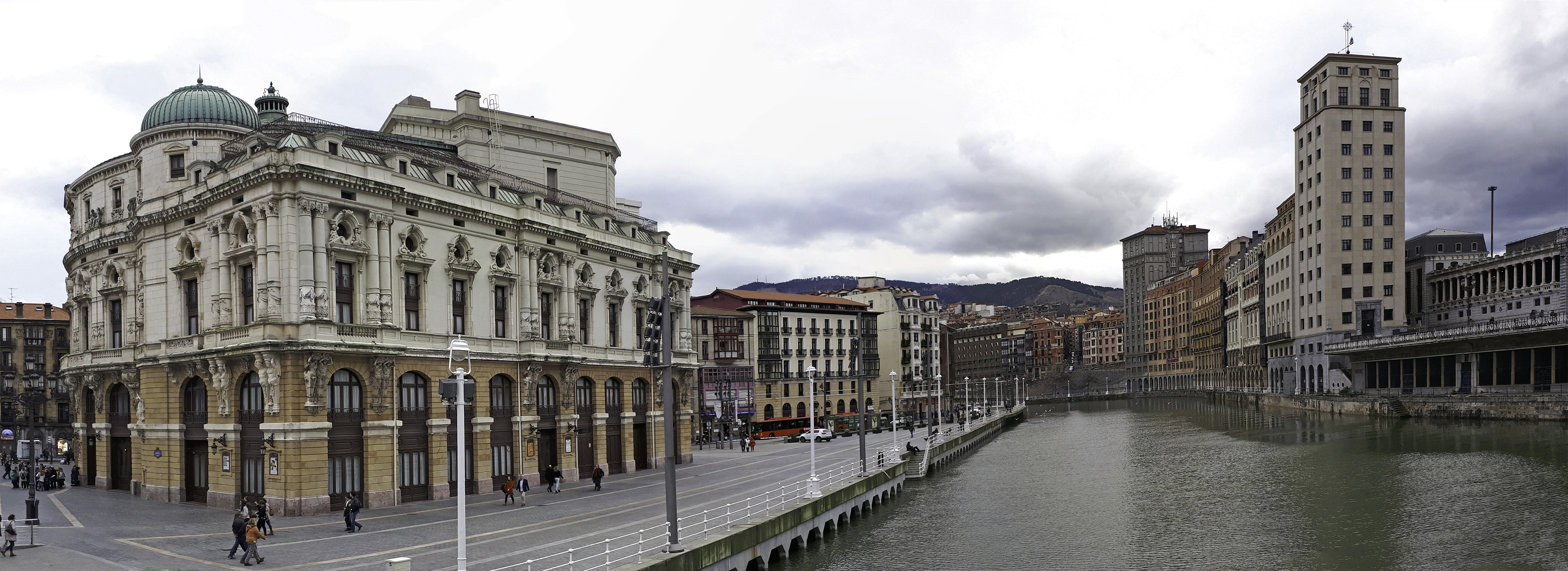
Veduta del teatro Arriaga

Il teatro si trova al nr. 1 della piazza Arriaga (El Arenal) e si erge di fronte alla Ría de Bilbao, nelle vicinanze della chiesa di San Nicola.
Tra gli stili architettonici che caratterizzano il teatro, prevale quello neoclassico, mentre la facciata del teatro è in stile eclettico. La facciata presenta due torri poligonali.
All'interno, di fronte alla scala principale, si trova il busto del compositore Juan Crisóstomo de Arriaga. Un palco del teatro è ispirato agli arredi dell'Orient Express.